# Bernard Kettlewell
Henry Bernard Davis Kettlewell (* 24. Februar 1907 in Howden, Yorkshire, England; † 11. Mai 1979) war ein britischer Genetiker und Entomologe, der sich besonders mit Themen wie Industriemelanismus und ökologische Genetik befasste und vor allem ein bekannter Lepidopterologe war.

## Leben

### Studium und berufliche Tätigkeiten
Nach dem Besuch der Charterhouse School sowie einer Schule in Paris studierte Kettlewell Medizin am Gonville and Caius College der University of Cambridge und absolvierte nach 1929 sein ärztliches Praktikum am St Bartholomew’s Hospital in London. Nach einer 1935 begonnenen Tätigkeit als Landarzt in Cranleigh sowie als Anästhesist am St Luke’s Hospital in Guildford war er während des Zweiten Weltkrieges von 1939 bis 1945 im Rettungsdienst des Lazaretts in Woking beschäftigt.
Nach einem Auslandsaufenthalt zu Forschungen in Südafrika von 1949 bis 1952 wurde er 1952 Mitarbeiter der Zoologischen Fakultät der University of Oxford und dort insbesondere in der Abteilung für Genetik.

### Forschungen auf dem Gebiet des Industriemelanismus und Kritik an der Forschungsarbeit
Zu seinen bekanntesten Forschungsarbeiten gehörte die Erforschung des Industriemelanismus des Birkenspanners (Biston betularia) Anfang der 1950er Jahre. Diese Art aus der Ordnung der Schmetterlinge entwickelt eine dunkle Färbung in Gebieten, in denen Industrie und dichte Besiedlung eine Luftverschmutzung mit Kohlenstoff verursachen. In seiner Forschung belegte er den Wert dieser dunklen Färbung für das Überleben dieser Art in Industrieregionen im Gegensatz zur ursprünglichen hellen Färbung in ländlichen Gebieten, woraus die Wirksamkeit der natürlichen Selektion aufgrund eines evolutionären Prozesses dargestellt wurde.
Insbesondere nach seinem Tod wuchs die Kritik an diesen Forschungsarbeiten. 1998 wies Michael Majerus, ein Genetiker der Universität Cambridge, darauf hin, dass diese Experimente kein überzeugender Beleg für die natürlichen Vorgänge waren, die zu einer Verschiebung des Verhältnisses von hellen zu dunklen Individuen geführt hatten: Die ökologischen Zusammenhänge (die Übernachtungsplätze der Falter) seien nicht hinreichend genau beachtet und das Beuteverhalten der Vögel durch ein Überangebot an Faltern unangemessen gefördert worden.
Majerus’ Kritik an Kettlewells Vorgehen wurde 2002 von der Journalistin Judith Hooper in einem populärwissenschaftlichen Buch zugespitzt: Sie warf Kettlewell wissenschaftlichen Betrug vor. Der Evolutionsforscher Jerry Coyne (University of Chicago) wies diese Unterstellung in der Fachzeitschrift Nature zwar umgehend zurück, dennoch wurde Majerus' fachliche Kritik und das populärwissenschaftliche Buch von Kreationisten als Beleg für einen großen evolutionsbiologischen Schwindel herangezogen. Majerus selbst begann 2002 langjährige und umfangreiche Experimente (2012 postum veröffentlicht),  die Kettlewell bestätigten.

## Veröffentlichungen
- Your book of butterflies and moths, 1963
- The evolution of melanism: A study of recurring necessity; with special reference to industrial melanism in the Lepidoptera, Oxford, Clarendon Press, 1973. ISBN 0-19-857370-7